# Thelma Krug
Thelma Krug (* 20. März 1951 in São Paulo) ist eine brasilianische Mathematikerin und Professorin im Bereich der Geowissenschaften und des Klimawandels. Sie war Vizepräsidentin des IPCC von 2015 bis 2023.

## Leben
Thelma Krug ist die Enkelin eines Deutschen und einer Portugiesin. Sie erwarb 1975 einen Bachelor in Mathematik von der Roosevelt University in Chicago und 1977 einen Master in Wahrscheinlichkeitstheorie und Statistik. Sie promovierte 1992 in Geostatistik an der University of Sheffield.
Sie war Gastforscherin am American Institute for Global Change Research, Koordinatorin der brasilianischen Sektion der Lateinamerikanischen Gesellschaft für Fernerkundung und geografische Informationssysteme, eine der Koordinatoren des Large Scale Biosphere-Atmosphere Experiment in Amazonien, Mitglied des wissenschaftlichen Ausschusses des Projekts Land Use/Cover Change des International Geosphere-Biosphere Programme, Mitglied des Redaktionsausschusses des Journal of Photogrammetry and Remote Sensing, Mitglied des Beirats der Gruppe für REDD+ in Mexiko, Mitglied des wissenschaftlichen Ausschusses des Emissions Gap Report 2015 des Umweltprogramms der Vereinten Nationen, Koordinatorin des Tropical Forest Data Sub-Programme des Internationalen Verbands Forstlicher Forschungsanstalten und Direktorin der School of Engineering der Universität Vale do Paraíba in São José dos Campos.
1982 trat sie in den Forschungsstab des brasilianischen Instituts für Weltraumforschung Instituto Nacional de Pesquisas Espaciais ein, wo sie Leiterin der Abteilung für Fernerkundung und allgemeine Koordinatorin für Erdbeobachtung war, und ist derzeit Beraterin für internationale Zusammenarbeit. Sie hat an der Ausarbeitung mehrerer Berichte des Zwischenstaatlichen Ausschusses für Klimaänderungen (IPCC) mitgewirkt. Von 2002 bis 2015 war sie Ko-Vorsitzende der Taskforce für nationale Treibhausgasinventare. Sie ist Koordinatorin der Task Force und Mitglied des wissenschaftlichen Ausschusses des brasilianischen Gremiums für den Klimawandel (Painel Brasileiro de Mudanças Climáticas), Mitglied des Kuratoriums des Zentrums für internationale Forstforschung und akkreditierte Expertin des Rahmenübereinkommens der Vereinten Nationen über Klimaänderungen, die das brasilianische Außenministerium bei internationalen Verhandlungen berät.
Sie war stellvertretende Sekretärin des Sekretariats für Wissenschafts- und Technologieprogramme und -politik des brasilianischen Ministeriums für Wissenschaft, Technologie, Innovation und Kommunikation sowie nationale Sekretärin des Sekretariats für Klimawandel und Umweltqualität. Sie war Direktorin der Abteilung für Wälder und Bekämpfung der Abholzung des brasilianischen Umweltministeriums und mitverantwortlich für die Einführung des Satellitenüberwachungssystems für die Abholzung des Amazonas-Regenwaldes (Prodes) und für das erste nationale Verzeichnis der Treibhausgasemissionen. Sie wurde 2017 aufgrund Meinungsverschiedenheiten mit dem Exekutivsekretariat aus dieser Position entlassen, da sie behauptete, das Ministerium informiere die Öffentlichkeit nicht transparent über die Abholzung.
Im Jahr 2015 wurde sie von den Vertretern der 195 Mitgliedsländer zu einer der drei stellvertretenden Vorsitzenden des IPCC gewählt.

## Preise und Auszeichnungen
- 1975: Franklin Honor Society  (USA)[1]
- 1996: Ritter des Ordens für kartografische Verdienste der brasilianischen kartografischen Gesellschaft[1]
- 2002: Medaille der Brasilianischen Akademie für Militärtechnik[2]
- 2015: Prêmio Globo Faz a Diferença in der Kategorie Nachhaltigkeit[10]
- 2016: Finalistin für den Cláudia Award in der Kategorie Wissenschaft[11][12]